# Immaculada de Soult
Immaculada de Soult és un quadre del pintor Bartolomé Esteban Murillo, pintat cap a l'any 1678. Es conserva en el Museu del Prado de Madrid, on destaca com una de les obres més importants de l'última etapa del mestre.

## Descripció
Autor de nombroses «Immaculades», aquesta és possiblement l'última que va pintar seguint la mateixa fórmula ideal que emprava des de les seves primeres aproximacions al tema, amb la Verge vestida de blanc i mantell blau, amb les mans encreuades sobre el pit, trepitjant la lluna i la mirada dirigida al cel; la composició, com en aquest cas, acostuma a presentar un clar impuls ascencional, molt barroc, que col·loca la figura Maria a l'espai habitat de llum, núvols i àngels, conjuminant dues tradicions iconogràfiques: la de la Immaculada pròpiament dita i la de l'Assumpció. És vistosa en aquesta Immaculada com en altres del pintor la desaparició dels tradicionals símbols de les Lletanies de Loreto a Itàlia, oració mariana que s'associa molt freqüentment amb la iconografia immaculista. En lloc d'elles, Murillo idea al voltant de Maria una gran glòria d'àngels, pintats en les més variades actituds amb una pinzellada molt desfeta, que aconsegueix fondre les figures amb l'atmosfera celestial.

## Origen
Nicolas Jean de Dieu Soult, quan es tenia, segons Ceán Bermúdez, per «superior a totes les de la seva mà», va ser adquirida pel Museu del Louvre el 1852 per 586.000 francs d'or, la xifra més alta pagada fins aquest moment per un quadre. El seu posterior ingrés al Museu del Prado es va produir com a conseqüència d'un acord signat entre els governs espanyol i el francès de Philippe Pétain el 1940, quan l'estimació del pintor havia decaigut, estant bescanviada junt amb la Dama d'Elx i d'altres obres d'art per una còpia del retrat de Maria Anna d'Àustria de Diego Velázquez, aleshores propietat del Museu del Prado, que en aquell moment es considerava la versió original del retrat.
La pintura va ser encarregada segons Ceán Bermúdez per Justino de Neve per a l'Hospital dels Venerables de Sevilla; se la coneix també per això com a «Immaculada dels Venerables». Durant la Guerra del Francès va ser espoliada i portada a França pel mariscal Nicolas Jean de Dieu Soult el 1813 –d'aquest fet prové el seu altre sobrenom–. Quan es tenia per «superior a totes les de la seva mà», va ser adquirida pel Museu del Louvre el 1852 per 586.000 francs d'or, la xifra més alta pagada fins aquest moment per un quadre. El seu posterior ingrés al Museu del Prado es va produir com a conseqüència d'un acord signat entre els governs espanyol i el francès de Philippe Pétain el 1940, quan l'estimació del pintor havia decaigut, estant bescanviada junt amb la Dama d'Elx i d'altres obres d'art, per una còpia del retrat de Maria Anna d'Àustria de Diego Velázquez, aleshores propietat del Museu del Prado, que en aquell moment es considerava la versió original del retrat.
Durant l'any 2009 va ser sotmesa a un complex procés de restauració als tallers del museu.